# 抖音百科
抖音百科，旧称识典百科、快懂百科、头条百科，前身為互动百科，或称互动维客，是一个使用Wiki系统的商业中文百科网站，由潘海东在2005年创建，隶属于北京互动百科网络技术股份有限公司。現為字节跳动旗下的網站。

## 历史
互动百科模仿维基百科建立，创始人潘海东原为美国波士顿大学系统工程学博士，2005年潘海东回国，经过3年发展，互动百科拥有70多万贡献用户，270多万条条目。互动百科域名为hoodong.com，2008年8月，为了便于记忆，互动百科将域名改为hudong.com，两个域名可以同时使用。2009年9月15日，维基百科创始人吉米·威尔士到达北京访问互动百科，互动百科将中文商标“维基百科”捐赠给维基媒体基金会。2010年12月互动条目数达到500万。2012年12月4日，互动百科将域名由“hudong.com”更改为baike.com，用户以原域名访问时将会自动跳转至新域名，同时启用新标志。互动百科称“旨在建立一个网民自我管理维护的知识共享平台。其重心在于全民自由平等地共享知识”，并自称是全球最大中文百科。
2014年7月18日互动百科9周年之际，互动百科的条目数超过840万，拥有760万“智愿者”。2015年4月，互动百科条目数快速增长，突破1200万。
2019年8月，字节跳动宣布参股互动百科，同时创始人潘海东退股。参股后，字节跳动在互动百科的持股比例为22%。在9月，字节跳动已收购互动百科100%的股份，达成完全控股。2020年4月30日，互動百科宣布更名為“頭條百科”。2021年3月9日再更名为“快懂百科”。2022年6月，字節跳動又開始測試識典百科。2024年1月4日，识典百科又更名为“抖音百科”。

## 服务
互动百科用戶会大篇幅的複制網上的內容，文章内容雖然丰富，但文章沒有嚴格的標註來源和參考，內容不易查證，有時候會令人感覺缺乏可信性。有一些来自百度百科的恶搞内容依然存在，如「墙煎饭」、「厨女馍」、「赵启臻」、「聚甲炔」等；互动百科还存在大量测试页面和大量恶搞内容，例如「古鸽」（恶搞谷歌）等。
2009年4月，互动百科推出了“知识云”将条目联系起来，潘海东称：“人类大脑的威力不在于几十亿的神经元细胞，而在于这些细胞之间的广泛联系。”互动百科2012年6月上线“知识魔块”平台，以提高用户的阅读体验。互动百科提供媒体引用功能，媒体可以引用互动百科的条目，互动百科也会判断媒体是否引用了互动百科的内容。2010年，为提高网站流量，互动百科推出了“词媒体服务平台”，和500家媒体达成合作，互相提供热门新闻资源，媒体可以引用互动整理的内容。互动百科25%的流量来自于百度搜索，为了使用户通过百度之外的途径了解互动百科，互动百科与《中国青年报》、《南都周刊》推出热词榜。互动百科会将网友编辑的内容整理，再经线下专家审核后出版成实体书籍；2008年互动百科出版《奥运盛典》，2009年12月1日推出了刊物《互动词海》记录流行热词，每月一期。
2011年4月28日，互动百科旗下商业化平台“小百科”正式上线，企业可以在baike域名下发布科普内容来推广自己。2011年9月27日互动百科上线“百科品牌专区”，对企业条目进行商业化管理。此外，互动百科还可以“认领”条目。
截至2024年，抖音百科条目涵盖历史、地理、生命科学、物理、经济、文化等几十个一级类目，共800万词条，其中4.0万篇星级条目经过优质编辑及专业评审的内容优化，通过抖音、今日头条等字节跳动产品搜索即可获取相关百科内容。
抖音百科词条页主要由百科名称、简介、基本信息、正文内容、参考资料及其他补充信息组成。词条正文内容即为按照合理的结构对词条展开介绍的文字及图片（或视频）。为保证百科内容的准确，每段内容在理想状态下都有权威正规的资料佐证覆盖。条目下方为参考资料、合集等延伸信息模块。

## 编辑
互动百科的编辑器为可视化编辑器，风格与Office 2007相似。工具栏中提供对文字格式和表格制作，但不支持文字改换颜色。此外，编辑器支持插入jpg和bmp图像文件以及wmv、rmvb、mp3、wma、swf等音视频格式文件。用户在互动百科的每次编辑都要经过审查，而与百度百科的依靠管理员进行先审查后显示不同的是，互动百科依靠由互动百科官方聘任的的少数专家组成“科学顾问”，对用户提交的编辑进行审查并评分。2012年7月，互动百科聘请方舟子为公司首席科学顾问。
用户积分和信用点是互动百科的奖励手段。用户积分系统自动给予，创建条目可得100分，编辑条目可得30分，此外在附属系统如维吧中发言也有积分奖励，积分多少决定用户的称谓，最低为“白丁”，最高为“圣人”。信用点由负责审核的“专家”级用户给予，奖励范围只限于创建和编辑条目，每次最多奖励3点，用户信用点数决定其在网站的虚拟职务，分成10级，最低为“实习编辑”，最高为“总编”，0级和1级用户只能修改评分在4分及以下的条目，2级及以上的用户（信用点数达30或以上）才有全部词条的编辑权。每3点信用可兑换1个Q币和等价实物。
互动百科未登录和注册用户只能在沙盒预览修改结果，不能进行发布。互动百科的核心贡献者被称为“智愿者”，由互动百科官方认证的用户组成，互动百科每年会都举办邀请用户编者参加的大型聚会。2008年12月24日，互动百科宣布在一年内投入100万资金作为志愿者津贴用以激励贡献者。为了吸引大学生，互动百科成立“助飞计划”，在校大学生团体可以以团队形式完善互动百科条目，互动百科会为他们提供资助金作为奖励。
互动百科由于对原创性没有严格的要求，同百度百科一样，存在抄袭中文维基百科及其他网站内容等侵犯版权的情况。百度百科和互动百科互相抄袭，同时两家公司都声称：自己只负责审核，其责任在于用户。2009年，百度创始人李彦宏在公司会议上称要“搞死互动百科”。2011年3月9日，果壳网在官方微博谴责互动百科以“自由、分享”的旗号复制果壳网的内容，互动百科没有正面回应。

## 负面新闻
2017年中央电视台3·15晚会曝光互动百科成最大虚假广告的“垃圾站”。缴纳4800元钱就可以开通 “百科词条认领”的服务，然后就可随意杜撰并发布虚假的广告，对消费者造成误导。
互動百科更名成抖音百科後。百度百科方面又指控抖音百科通過技術手段抓取該百科六十余万条詞條複製到抖音百科上，於是將抖音百科告到北京市海淀區人民法院。2025年5月，法院認定抖音百科构成不正当竞争，判决抖音百科赔偿百度百科经济损失500万元外加合理开支300万元。

## 事件
- 互动百科诉百度百科侵权事件